# 뜨거운 것이 좋아 (1959년 영화)
《뜨거운 것이 좋아》(Some Like It Hot)는 1959년 개봉한 미국의 코미디 영화이다. 빌리 와일더가 감독을 맡았으며 메릴린 먼로, 토니 커티스, 잭 레몬, 조지 래프트, 조 E. 브라운, 펫 오브라이언 등이 출연하였다. 유나이티드 아티스츠에서 배급을 맡았으며 흥행에 성공하였다.
이 영화는 골든 글로브 상에서 뮤지컬/코미디 작품상에서 수상하였고, 메릴린 먼로와 잭 레몬은 각각 여우주연상과 남우주연상을 수상하였다. 아카데미상에서는 의상상을 수상하였다. 미국 영화 연구소는 이 영화를 100대 영화에 포함하였으며 다시 코미디 영화를 선정할 때 1위로 선정하였다.

## 줄거리
금주법 시대의 시카고에서 조는 재즈 색소폰 연주자이자 무책임하고 충동적인 도박꾼이며 바람둥이다. 그의 불안한 성격의 친구 제리는 재즈 콘트라베이스 연주자다. 둘은 지역 마피아 보스인 "스패츠" 콜롬보가 소유한 밀주점에서 일한다. "이쑤시개" 찰리라는 정보원의 제보로 경찰이 그곳을 급습한다. 조와 제리는 도망치지만, 나중에 우연히 스패츠와 그의 부하들이 복수로 이쑤시개와 그의 일당을 총살하는 현장을 목격한다(성 밸런타인 데이 학살 사건에서 영감을 받은 장면이다). 스패츠와 그의 일당은 도망가는 두 사람을 목격한다. 무일푼이 된 데다 공포에 질려 시카고를 떠나야만 했던 조와 제리는 조세핀과 다프네라는 여장을 하고 마이애미로 향하는 스위트 수와 그의 소사이어티 신커페이터스라는 여성 밴드에 들어간다. 기차에서 조와 제리는 밴드의 보컬리스트이자 우쿨렐레 연주자인 슈가 케인과 친구가 된다.
조와 제리는 슈가에게 매료되어 변장한 상태로 그의 마음을 얻기 위해 경쟁한다. 슈가는 조세핀에게 과거에 자신을 이용만 했던 남자 색소폰 연주자들과는 더 이상 얽히지 않겠다고 털어놓는다. 그는 플로리다에서 온화하고 안경 쓴 백만장자를 만나길 희망한다. 조세핀과 다프네는 기차에서 늦은 밤 파티를 하며 슈가와 친밀해지지만, 그와 애정 행각을 벌이면 정체가 들통 날 것임을 상기하며 자제한다.
마이애미에 도착한 후, 조는 셸 오일 주니어라는 석유 재벌 후계자로 가장하고 케리 그랜트와 비슷한 억양으로 슈가에 대해 무심한 척한다. 실제 백만장자인 늙고 여러 번 이혼한 오스굿 필딩 3세는 끈질기게 다프네를 추근거리는데, 거절할수록 더욱 애정이 깊어진다. 오스굿이 다프네를 요트에서의 저녁 식사에 초대하자, 조는 제리에게 오스굿을 육지에 붙잡아 두라고 설득한다. 그러면서 주니어로 분한 자신은 슈가와 단둘이 오스굿의 요트에 있으면서 마치 자신의 요트인 것처럼 행세할 수 있게 된다. 요트에서 주니어는 슈가에게 이전 연인의 죽음으로 인한 정신적 외상으로 성적 불능이 되었지만, 자신을 치료해 줄 수 있는 사람이라면 즉시 결혼하겠다고 말한다. 슈가는 그를 흥분시키려 노력하고 상당한 성공을 거둔다. 한편 다프네와 오스굿은 새벽까지 탱고(라 쿰파르시타)를 춘다. 조와 제리가 호텔로 돌아왔을 때, 제리는 오스굿이 다프네에게 청혼했고 자신이 수락했다고 말한다. 제리는 자신의 정체가 밝혀졌을 때 이혼하고 합의금을 받을 것을 기대하고 있었다. 조는 제리에게 오스굿과 결혼할 수 없다고 설득한다.
호텔에서는 전국 마피아 모임의 위장 단체인 이탈리아 오페라의 친구들 협회 회의가 열리고 있었으며, 리틀 보나파르트가 주재하고 있었다. 스패츠와 그의 부하들이 도착하고 곧 조와 제리가 그들이 찾고 있던 목격자라는 것을 알아챈다. 목숨의 위협을 느낀 조와 제리는 밴드를 그만두고 호텔을 떠나야 한다는 것을 깨닫는다. 조는 슈가에게 전화로 주니어가 아버지가 정해준 여자와 결혼해야 하고 베네수엘라로 가야 한다고 말하면서 자신의 거짓말을 숨긴다. 슈가는 괴로워하며 상심한다. 조와 제리는 조직 연회장에서 테이블 밑에 숨어 스패츠의 부하들을 피한다. 그곳에서 리틀 보나파르트가 스패츠와 그의 일당을 총살하게 한다. 조와 제리가 발각되어 호텔을 도망쳐 다닌다. 여전히 조세핀으로 분장한 조는 슈가가 무대에서 잃어버린 사랑을 노래하는 것을 본다. 조가 무대로 뛰어 올라가 그에게 키스하자, 슈가는 조세핀과 주니어가 같은 사람이라는 것을 깨닫는다.
제리는 오스굿에게 다프네와 조세핀을 요트로 데려가 달라고 설득한다. 슈가는 노래가 끝나자마자 무대를 뛰쳐나와 부두를 떠나려는 오스굿의 보트에 뛰어오른다. 조는 슈가에게 진실을 고백하며 그가 더 나은 사람을 만날 자격이 있다고 말하지만, 슈가는 조가 자신을 진심으로 아껴준 첫 번째 남자라는 것을 깨닫고 그와 함께하기를 원한다. 한편 제리는 다프네와 오스굿이 결혼할 수 없는 이유를 열거하며 약혼을 파기하려 하지만, 오스굿은 전혀 개의치 않는다. 제리는 짜증이 나서 가발을 벗어던지며 평소 목소리로 "난 남자예요!"라고 말한다. 그러자 여전히 미소 짓고 있던 오스굿이 "글쎄, 완벽한 사람은 없지 뭐"라고 대답하고, 제리는 할 말을 잃고 멍해진다.

## 출연

### 주연
- 토니 커티스 – 조 / 조세핀 / 쉘 오일 주니어 역, 색소폰 연주자
- 잭 레몬 – 제리 / 대프니 역, 베이스 연주자
- 마릴린 먼로 – 슈거 "케인" 코왈칙 역, 우쿨렐레 연주자이자 가수

### 조연
- 조 이 브라운 – 오즈굿 필딩 3세 역
- 조지 래프트 – "스패츠" 콜롬보 역, 시카고의 갱스터
- 팻 오브라이언 – 멀리건 요원 역
- 니헤미아 퍼소프 – 리틀 보나파르트 역, 갱단이자 이탈리아 오페라 친구회(Friends of Italian Opera Society) 수장
- 조앤 쇼울리 – 스위트 수 역, ‘스위트 수와 그녀의 사회 신코페이터즈(Sweet Sue and Her Society Syncopators)’ 밴드 리더
- 데이브 배리 – 미스터 비엔스톡 역, ‘스위트 수와 그녀의 사회 신코페이터즈’ 밴드 매니저
- 빌리 그레이 – 시그 폴리아코프 역, 조와 제리의 시카고 에이전트
- 바버라 드루 – 넬리 와인마이어 역, 폴리아코프의 비서
- 조지 E. 스톤 – "이쑤시개" 찰리 역, 스패츠 콜롬보에게 살해당하는 갱스터
- 마이크 마주르키 – 스패츠의 부하 역
- 해리 윌슨 – 스패츠의 부하 역
- 에드워드 G. 로빈슨 주니어 – 조니 파라다이스 역, 스패츠 콜롬보를 살해하는 갱스터
- 비벌리 윌스 – 돌로레스 역, 트롬본 연주자이자 슈거의 아파트 친구

## 기타
- 협력프로듀서: 도안 해리슨
- 협력프로듀서: I.A.L. 다이아몬드
- 미술: 테드 하워스

## 수상

### 제32회아카데미상

#### 수상
- 의상상 - 오리 켈리

#### 후보
- 남우주연상 - 잭 레몬
- 감독상 - 빌리 와일더
- 각색상 - 빌리 와일더, I. A. L. 다이아몬드
- 촬영상 - 찰스 랑
- 미술상 - 테드 하워스, 에드워드 G. 보일

### 미국 영화 연구소선정
- AFI 100대 영화 - 14위
- AFI 100대 코미디 영화 - 1위
- AFI 100대 영화 대사
  - 완벽한 사람은 아무도 없소. (Well, nobody's perfect) - 48위
- AFI 100대 영화 (재선정) - 22위

## 같이 보기
- 역대 최고의 영화 목록